# Víktor Pálmov
Víktor Nikándrovich Pálmov ( 29 de septiembre de 1888, Samara - 7 de julio de 1929, Kiev)  fue un pintor futurista de vanguardia ucraniano.

## Biografía
Nació el 29 de septiembre de 1888 en la ciudad de Samara, estudió en la Escuela de Arte de Penza. De 1911 a 1914 estudió en la Escuela de Pintura, Escultura y Arquitectura de Moscú en el taller de Konstantín Korovin. En 1914 marchó al frente de la Primera Guerra Mundial, donde permaneció hasta la revolución rusa de 1917. 
De 1918 a 1919 enseñó artes gráficas en la ciudad de Nikolsk-Ussuriysk. En 1919, por iniciativa de David Burliuk, se trasladó a la ciudad de Vladivostok, donde pintó escenografías para teatros y colaboró con la revista local Creatividad (1920). Participó en las actividades de la asociación Gato Verde en Jabárovsk (1919-1920). En 1920-1921 viajó a Japón con David Burliuk . En 1922 regresó a Moscú, donde realizó una exposición personal, que fue recibida con gran crítica por el público. Entre 1923 y 1929, ejerció de profesor del Instituto de Arte de Kiev. En 1923-1924 fue miembro del LEF (Frente de Izquierda del Arte) y miembro de la Asociación de Artistas Revolucionarios de Ucrania. En 1927, la abandonó y se convirtió en cofundador de la Asociación de Artistas Contemporáneos de Ucrania (ASMU). Participante de la Exposición Jubilar de toda Ucrania dedicada al 10º aniversario de Octubre (1927-1928, itinerante por las ciudades de Ucrania), la XVI Exposición Internacional de Arte de Venecia (1928), la 2ª Exposición de Arte de toda Ucrania del Comisariado del Pueblo de la RSS de Ucrania (1929, itinerante por las ciudades de Ucrania).
Murió a consecuencia de una operación fallida el 17 de julio de 1929  y está enterrado en Kiev en el cementerio de Lukianiv.
Las obras de Viktor Palmov se encuentran en muchas colecciones de museos: la Galería Estatal Tretyakov, el Museo Nacional de Arte de Ucrania en Kiev, la Galería Estatal de Arte de Perm y el Museo Regional de Costumbres Locales de Chita y otros.

## Arte
El concepto de "pintura en color" desarrollado por el artista se formó finalmente durante el período de Kiev del trabajo del maestro (1925-1929). Víktor Pálmov busca cambiar las orientaciones del arte hacia la espontaneidad y la sorpresa, para centrar la atención en la singularidad del momento de percepción y representación. Para ello, primero rellena la base de la pintura con manchas de colores y sólo después dibuja imágenes figurativas que corresponden a su estado de ánimo psicoemocional. Es decir, se basó en la improvisación, no en desarrollos previamente preparados, apoyándose durante su trabajo creativo en sus propios sentimientos, imaginación y asociaciones, que le sugerían en qué dirección moverse con la trama figurativa. Como lo señaló Pálmov, "...Me interesa la expresión del color, así que intento encontrar mi estímulo temático en el color y luego, como medio adicional de influencia, me acerco a la expresión del objeto. Cuando tengo suerte, el efecto de color imaginado coincide con el tema de la tarea, "Estoy empezando a desarrollarlo en el material de las pinturas".
Una de las características de la actividad creativa de Pálmov no fue sólo una búsqueda práctica de una nueva estilística, sino también su fundamentación teórica. La novedad y lo inusual del nuevo arte requerían explicaciones para el público y los críticos de arte. Una base importante para el análisis de la investigación de la "pintura en color" fueron los artículos del propio Pálmov, que se publicaron en la revista "Nueva Generación" y que pretendían convertirse en un folleto completo sobre el método único del artista. La tarea principal de las publicaciones de Víktor Nikándrovich fue explicar su propio concepto artístico, acercando su especificidad a los logros teóricos de otros artistas innovadores del primer tercio del siglo XX: Alexander Bogomazov, Kazimir Malévich y otros. Comenzando sus notas teóricas con un análisis de la evolución de los medios expresivos del "color" en la pintura de caballete, Palmov se detiene en los logros en esta dirección de los representantes del impresionismo, el cubismo y el futurismo.
La esencia de la “pintura en color” era enfatizar que a los colores se les da una importancia secundaria. Para él, el color lo definía todo y la trama complementaba la funcionalidad del color.

## Obras
- La Forja (1923).
- Los canteros, Madre con niño, En el pueblo (1927).
- 1 de mayo (1929).
- En el pueblo, Están dando vueltas alrededor del caballo (1927).
- ¡Por el poder de los Soviets! (1927).
- Gitano (1919-1920).
- Labrador (1920).
- Mujer (1927).
- Fecha (1926).
- Cambiar (1927).

## Galería

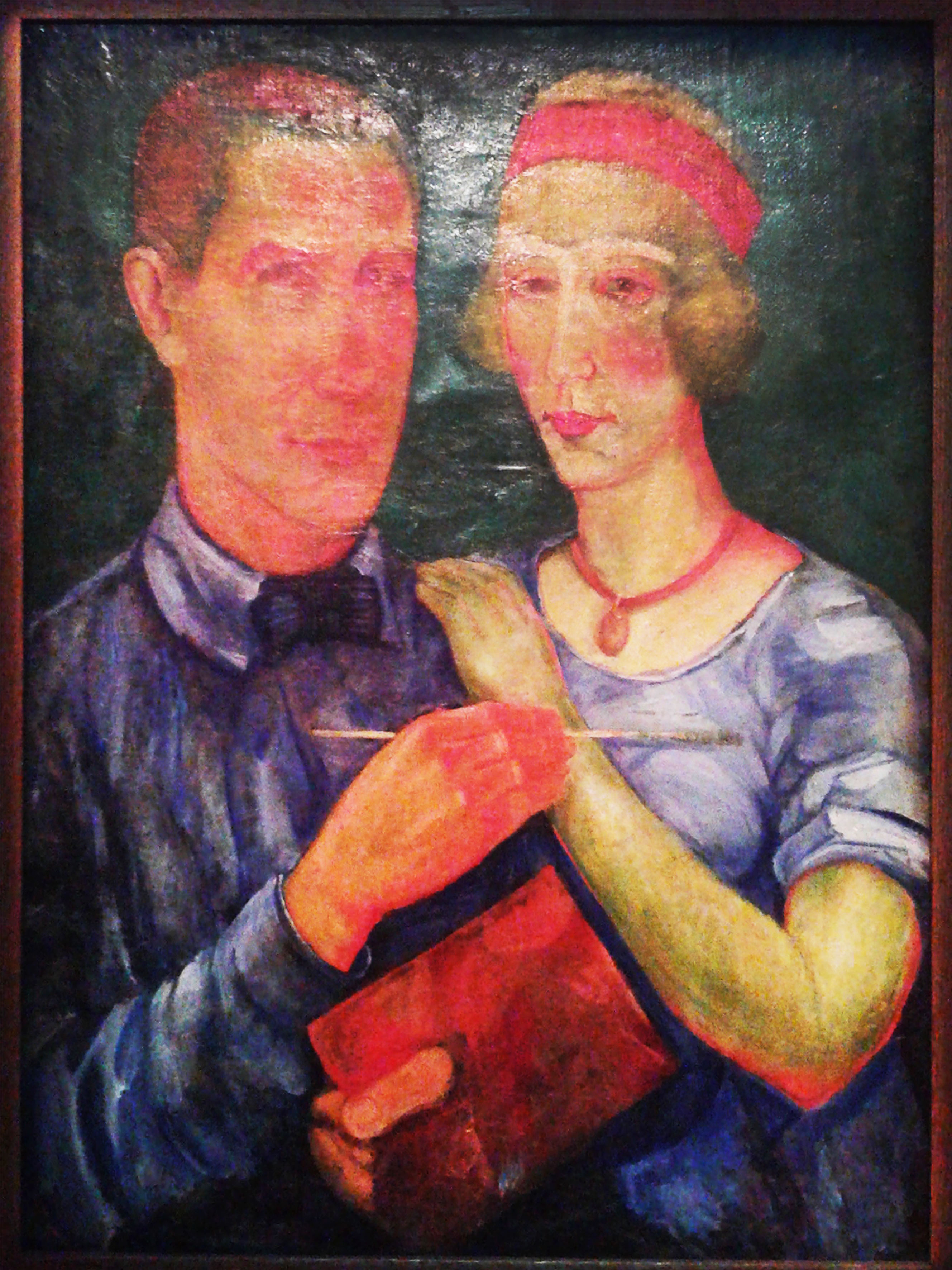
Retrato con su esposa, colección de I. Dychenko
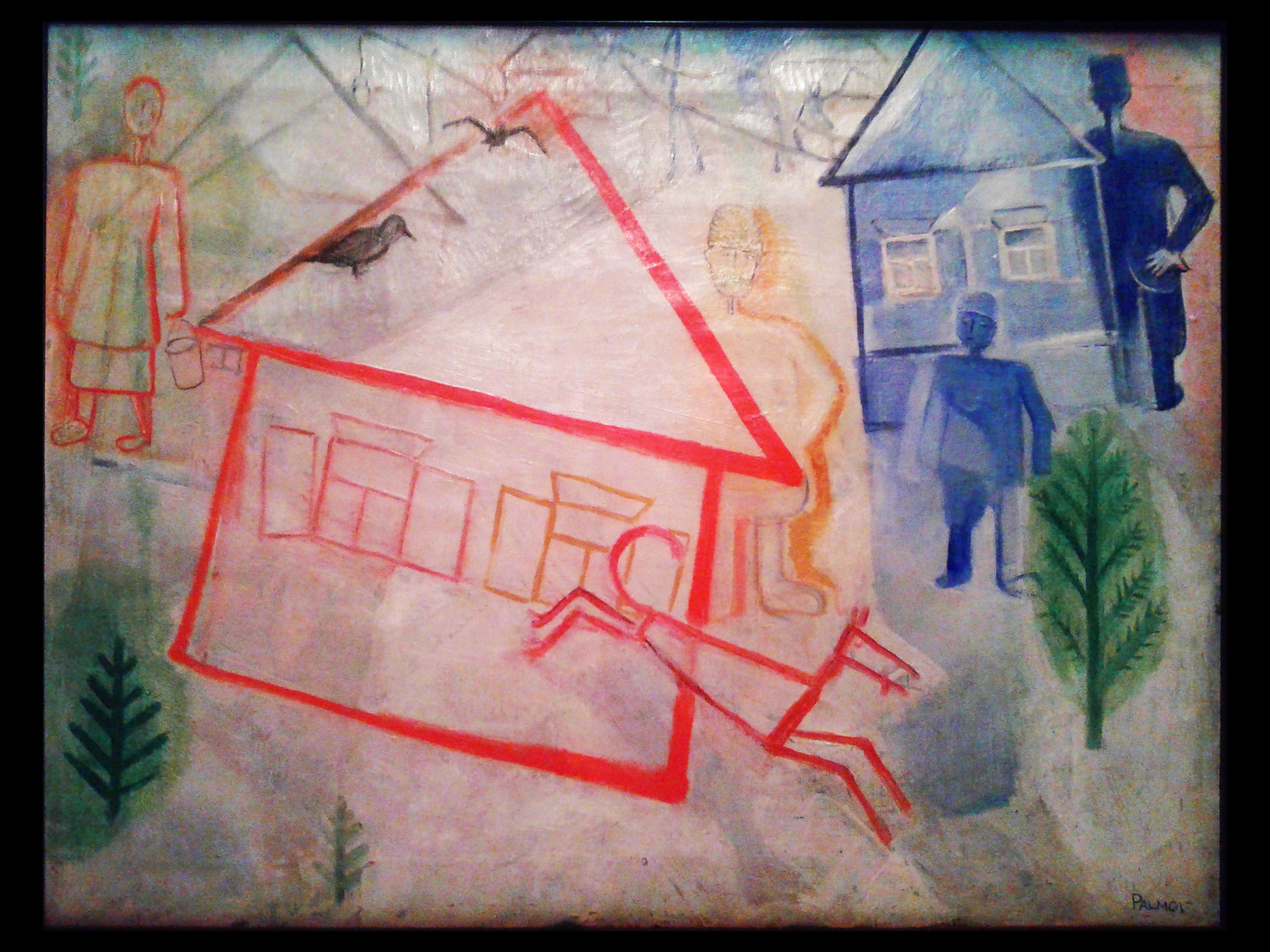
Pueblo ucraniano en invierno (Ucrania Verde), 1919-1920
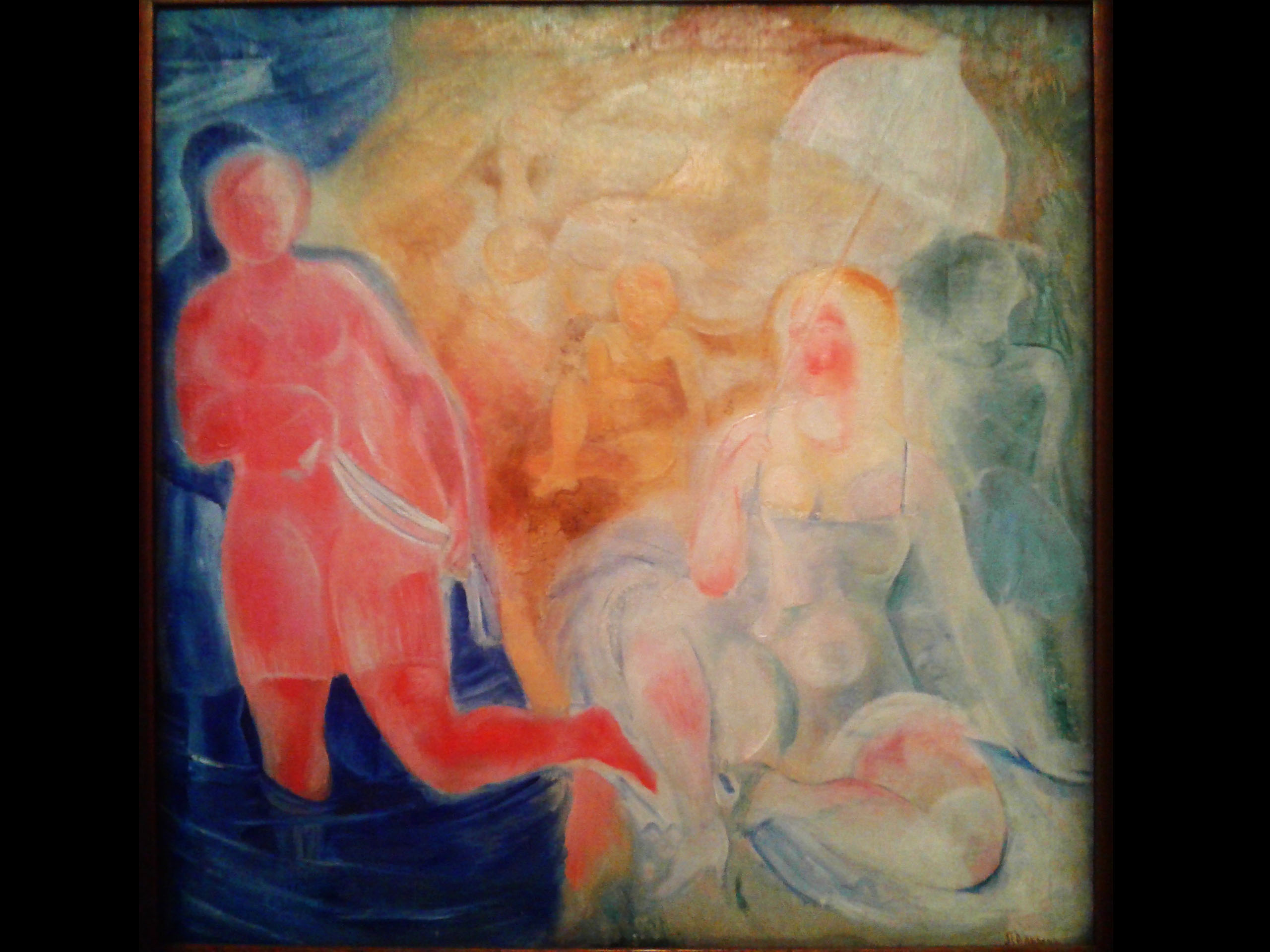
Playa
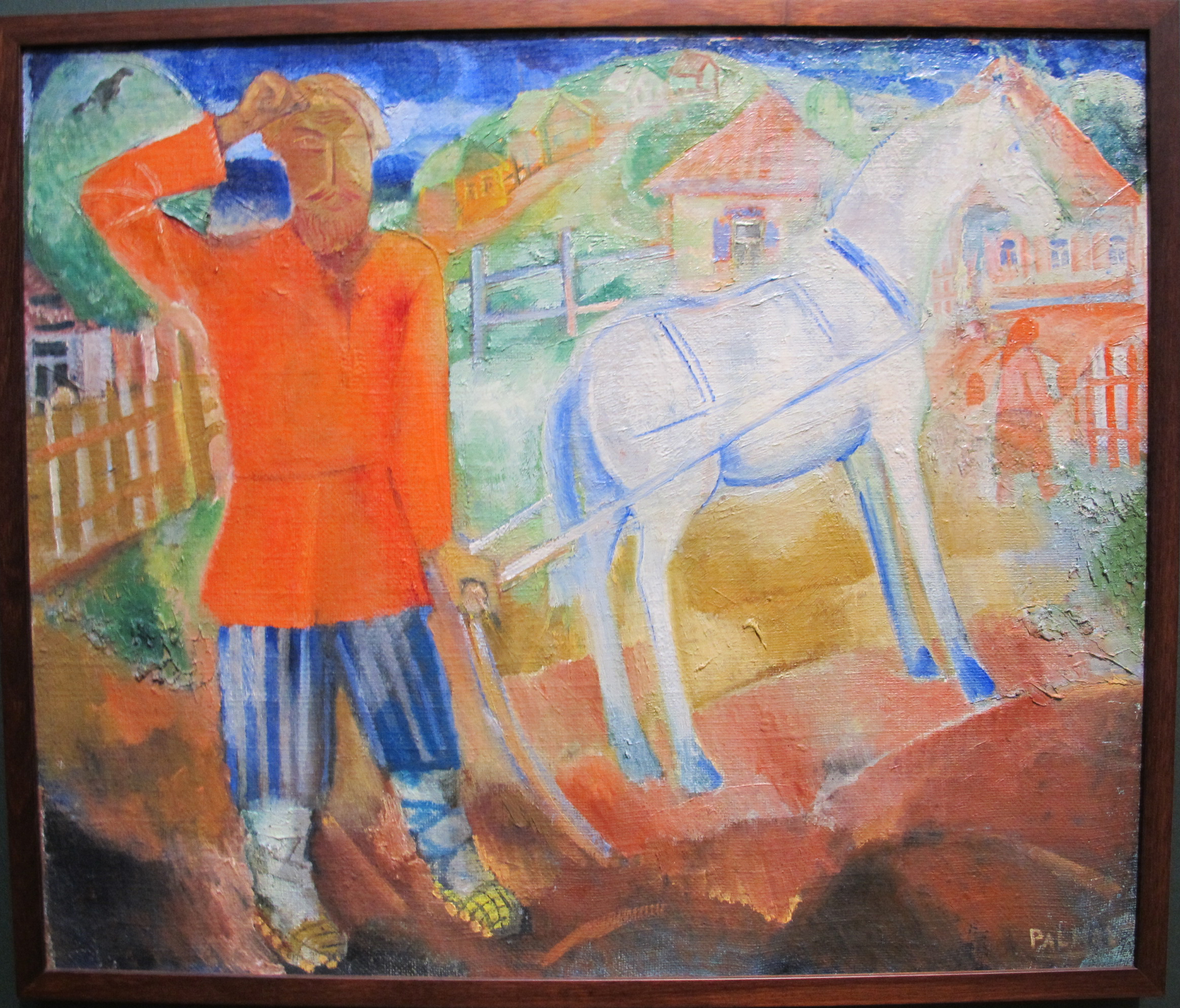